# Rødøy
66°42′35″N 13°17′22″Ø / 66.70972°N 13.28944°Ø
Rødøy er en kommune i Nordland fylke i Norge. Den grænser i nord til Meløy, i øst til Rana, i syd til Lurøy, og i sydvest til Træna. Rødøy tilhører Sør-Hålogaland bispedømme og Nord-Helgeland provsti. Rødøy er underlagt Salten politidistrikt, men blev fra 1. januar 2005 overført til Rana Tingrett. Hovederhverv er landbrug, fiskeri og fiskeopdræt.

## Geografi
Rødøy ligger på den nordlige del af Helgelandskysten. Yderpunkt er øen Myken, med Myken Fyr. En større del af Svartisen, som er Norges næststørste isbræ ligger i kommunen, og en del af Saltfjellet-Svartisen nationalpark ligger også i kommunens østlige del. To af øerne er delt mellem Rødøy og Lurøy kommuner, disse har forskellige navne: Storselsøy/ Hestmona og Nordnesøy/ Sørnesøy. I Rødøy ligger også Esvikhatten naturreservat.

## Historie
Rødøy var i middelalderen et af tre prestegjeld på Helgeland. Senere i middelalderen var Helgeland delt i to halvfylker; Herøy og Rødøy.
Nabokommunen Meløy og Rødøy var samlet administrativt indtil år 1884; Tidlige referencer til Rødø herred inkluderer normalt også Meløy.

## Severdigheder
- Polarcirklen
- Myken fyr
- Selsøyvik gamle handelsted
- Falch gamle handelsted
- Bådmotorsamling på Nordvernes
- Rødøy kirke
- Svartisen
- Sagnfjell, mest kjent Hestmannen og Rødøyløva